# Santo Domingo de las Posadas
Santo Domingo de las Posadas é um município da Espanha na província de Ávila, comunidade autónoma de Castela e Leão, de área  km² com população de 91 habitantes (2007) e densidade populacional de 7,14 hab/km².

## Demografia
| Variação demográfica do município entre 1991 e 2004 | Variação demográfica do município entre 1991 e 2004 | Variação demográfica do município entre 1991 e 2004 | Variação demográfica do município entre 1991 e 2004 |
| --------------------------------------------------- | --------------------------------------------------- | --------------------------------------------------- | --------------------------------------------------- |
| 1991                                                | 1996                                                | 2001                                                | 2004                                                |
| 102                                                 | 101                                                 | 85                                                  | 95                                                  |